# Physetocaris microphthalma
Super-famille
Famille
Genre
Espèce
Physetocaris microphthalma est une espèce de crevettes (crustacés décapodes). Très isolée génétiquement, c'est la seule de son genre (Physetocaris), de sa famille (Physetocarididae) et de sa super-famille (Physetocaridoidea).

## Habitat et répartition
On trouve cette crevette dans l'Atlantique est chaud tropical et subtropical.